# Abbaye de Wroxton
L'abbaye de Wroxton est une maison jacobine dans l'Oxfordshire, avec un jardin de 1727 partiellement converti au style serpentin entre 1731 et 1751. Il est à 2,5 milles ( Unité « 0 » inconnue du modèle {{Conversion}}.) à l'ouest de Banbury, sur la route A422 à Wroxton. C'est maintenant le campus anglais de l'Université Fairleigh-Dickinson basée dans le New Jersey.

## Histoire

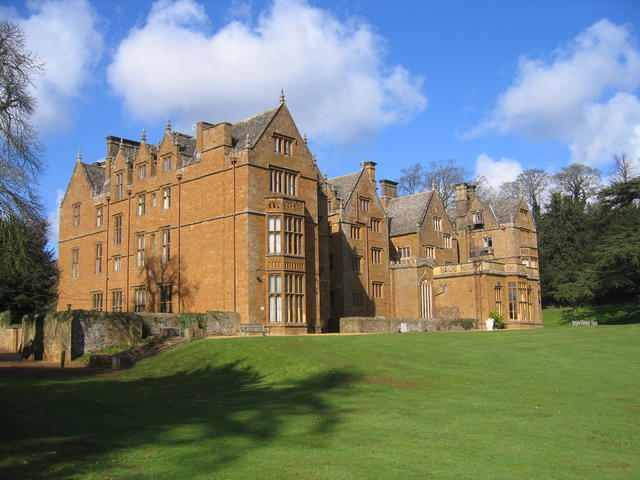
Abbaye de Wroxton, vue arrière

L'abbaye de Wroxton est un manoir jacobéen modernisé du XVIIe siècle construit sur les fondations d'un prieuré augustinien du XIIIe siècle. L'abbaye dispose d'une grande salle, d'une galerie de ménestrels, d'une chapelle, d'une bibliothèque à plusieurs pièces et de chambres royales. En outre, il y a 45 chambres (chacune avec salle de bain privée), des salles de séminaire, des bureaux, des salles de loisirs au sous-sol et un espace de réception.
L'Abbaye de Wroxton, est nommée d'après le monastère du XIIe siècle détruit après la Dissolution des monastères par Henri VIII en 1536. Des vestiges de cette structure subsistent dans la cave, de sorte que le bâtiment est littéralement sorti des ruines lors de sa reconstruction par William Pope, 1er comte de Downe, au début du XVIIe siècle. D'autres ajouts sont faits au cours des siècles suivants : la propriété passée des Pope au North en 1677. Les monuments funéraires des premiers Pope et North se trouvent dans l'église de Wroxton.
Les différents Lords North et leurs familles, notamment Frederick North et leurs visiteurs royaux, littéraires et présidentiels - Jacques Ier en 1605, Charles Ier le 13 juillet 1643, George IV en 1805, 06 et 08, Guillaume IV, Theodore Roosevelt en 1887 où il a dormi dans le lit de Guillaume IV le duc de Clarence, Horace Walpole, Henry James, Frédéric de Galles ainsi que la structure elle-même, font de l'abbaye un bâtiment classé Grade I,.
Le terrain comprend 56 acres (22,662395952 ha) de pelouses, de lacs et de bois, avec un lac serpentin, une cascade, un ruisseau et un certain nombre de folies : le pigeonnier gothique attribué à Sanderson Miller et son Temple-on-the-Mount ; le Drayton Arch est construit par David Hiorn en 1771. William Andrews Nesfield programme un jardin de fleurs formel sur le côté sud de la maison. Un nœud de jardins est ajouté au XXe siècle et a été illustré par Blomfield comme exemple de "jardin moderne".

## Collège de Wroxton
Le bail de l'abbaye de Wroxton est donné au Trinity College d'Oxford par les familles North et Pope en 1932. Il est vendu à l'Université Fairleigh-Dickinson du New Jersey en 1964. Depuis 1965, Wroxton Abbey est le Wroxton College de l'Université Fairleigh Dickinson. Ce campus accueille des étudiants américains des campus du New Jersey de Fairleigh Dickinson et des étudiants internationaux du campus de Vancouver (Canada) de Fairleigh Dickinson et d'autres étudiants américains qui étudient dans le cadre du système de tutorat britannique.